# Clyde Tombaugh

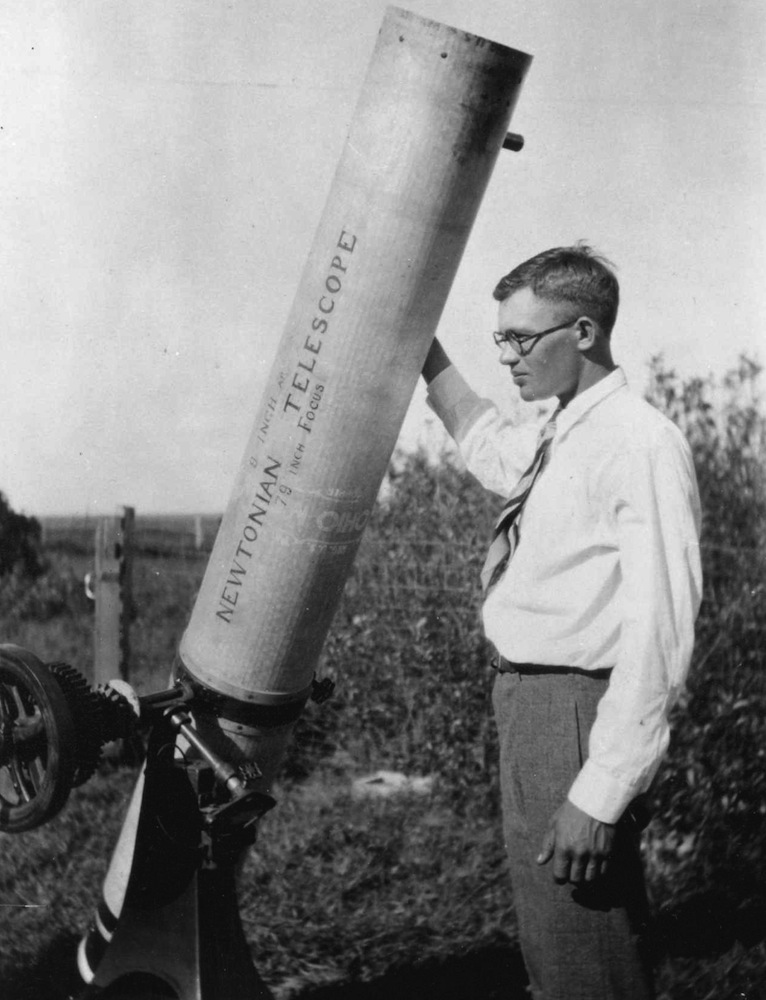
Clyde W. Tombaugh (ca. 1930)

Clyde William Tombaugh (* 4. Februar 1906 in Streator, Illinois; † 17. Januar 1997 in Las Cruces, New Mexico) war ein US-amerikanischer Astronom. Er entdeckte 1930 den Zwergplaneten Pluto, der bis 2006 als neunter Planet des Sonnensystems galt.

## Leben
Tombaugh wurde als Sohn einer Familie von Landwirten geboren. Seine Hoffnungen, das College von Streator zu besuchen, wurden zerschlagen, als ein Hagelsturm das Anwesen der Eltern zerstörte. Die Familie zog 1922 nach Kansas um und baute sich nahe der Ortschaft Burdett eine neue Existenz auf. Der junge Clyde lernte auf eigene Faust und brachte sich Geometrie und Trigonometrie bei. Im Alter von 20 baute er sein erstes Teleskop. Er beobachtete den Mars und den Jupiter und sandte Zeichnungen seiner Beobachtungen an das Lowell-Observatorium in Flagstaff (Arizona). Eigentlich bat er nur um Hilfe und Anregungen, aber Vesto M. Slipher, der Direktor von Lowell, bot ihm 1929 eine Position als Forschungsassistent (junior astronomer). Tombaugh akzeptierte und blieb für 14 Jahre dort.

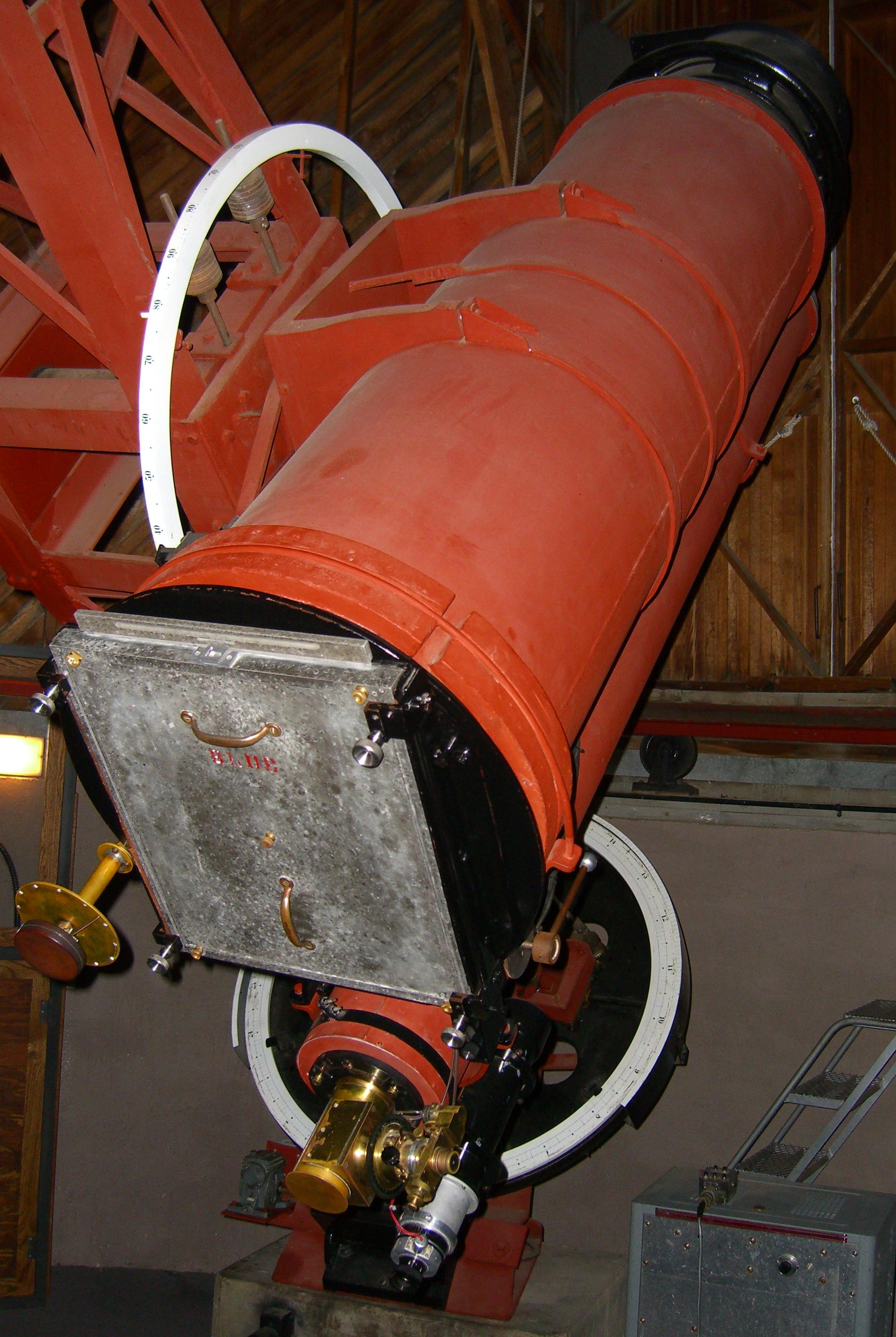
Tombaugh erstellte seine Fotoplatten mit diesem Astrografen.

Hier erhielt er den Auftrag, eine systematische Suche nach einem transneptunischen Planeten (auch Planet X genannt) durchzuführen, der von Percival Lowell auf der Grundlage der Berechnungen der Mathematikerin Elizabeth Williams und William Pickering vorhergesagt worden war. Am 18. Februar 1930 machte er die Entdeckung seines Lebens, indem er ein bewegtes Objekt als das lange gesuchte trans-neptunische Objekt erkannte. Es war die insgesamt dritte, noch 1916 von Percival Lowell finanzierte systematische Suchaktion. Der unbekannte Himmelskörper wurde später nach dem römischen Gott der Unterwelt Pluto benannt, der sich unsichtbar machen konnte (entscheidend sollen auch Lowells Initialen PL gewesen sein). In den Folgejahren entdeckte Tombaugh Hunderte neuer Asteroiden und zwei neue Kometen.
Am 18. Februar 1980 wurde der Asteroid (1604) Tombaugh nach ihm benannt. Die Aberkennung des Planetenstatus von Pluto im Jahr 2006 erlebte Tombaugh nicht mehr.

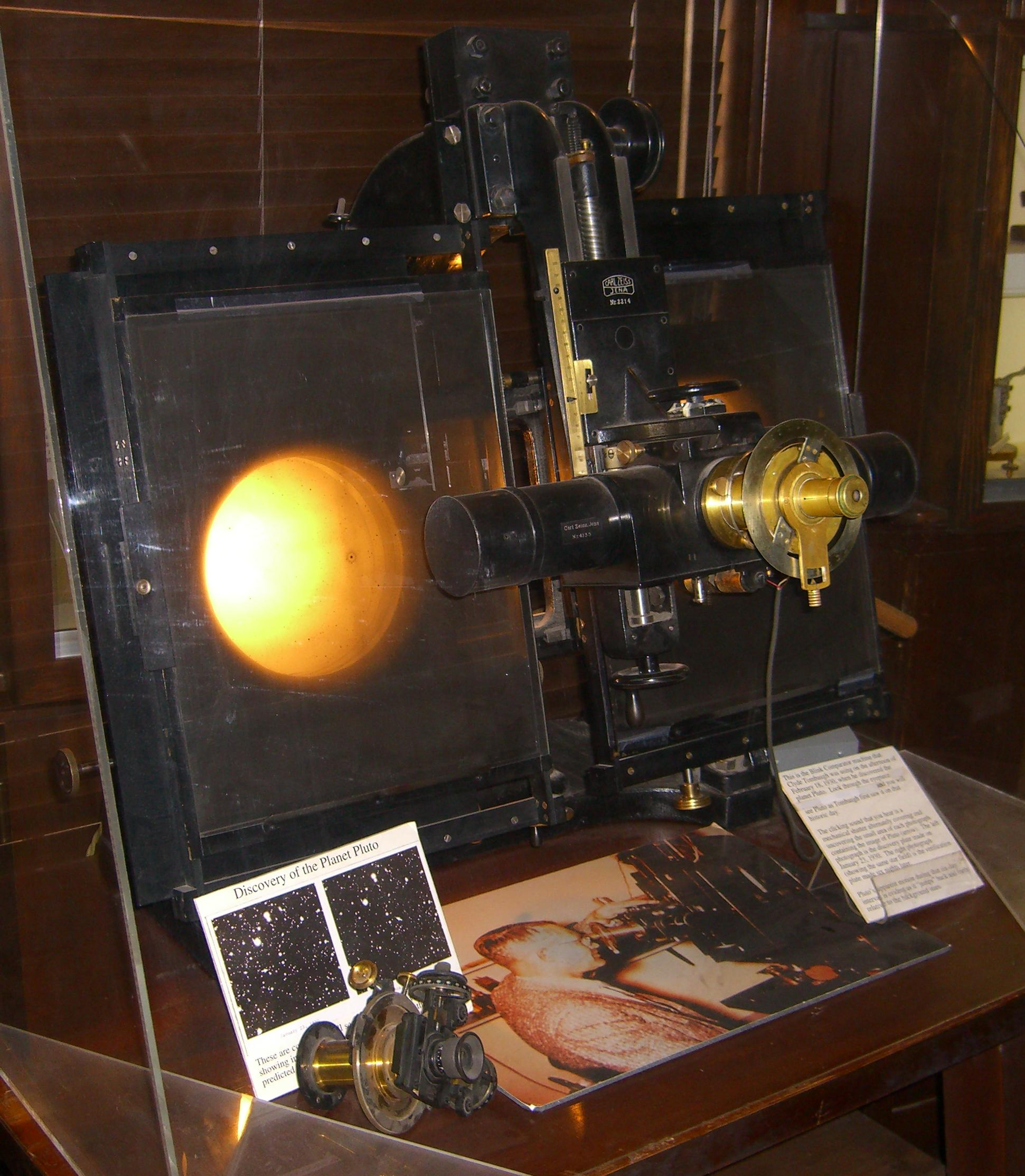
Mithilfe dieses Blinkkomparators des Lowell-Observatoriums verglich Tombaugh die Fotoplatten bei der Entdeckung von Pluto.

Tombaugh hatte 1925 die Burdett High School abgeschlossen und konnte schließlich 1932 mit einem Stipendium sein Astronomiestudium an der University of Kansas aufnehmen. 1936 erwarb er ein Bachelor- und 1938 ein Master-Diplom. Ab 1943 war er Dozent für Physik am Arizona State Teachers College, der heutigen Northern Arizona University, und war später Ausbilder für Navigationsaufgaben. 1945 arbeitete er als Gastprofessor für Astronomie an der University of California, Los Angeles.
Aus Geldmangel konnte er nach dem Zweiten Weltkrieg seine alte Stelle am Lowell-Observatorium nicht wieder aufnehmen. Stattdessen entwickelte er ab 1946 an den White Sands Proving Grounds optische Bahnverfolgungsteleskope für die A4-Raketen, die dort getestet wurden. 1955 wechselte er an die New Mexico State University in Las Cruces, wo er das Astronomy Department aufbaute und bis zu seiner Emeritierung im Jahr 1973 Astronomie lehrte. In dieser Zeit lernte er einen jungen Mann in der Nachbarschaft kennen: Jaron Lanier. Lanier lernte von Tombaugh das Schleifen von Linsen, was ihm später beim Entwickeln der ersten VR-Brillen zugutekam.
Tombaugh war ab 1934 mit Patricia (Patsy) Edson (1912–2012) verheiratet. Aus der Verbindung gingen zwei Kinder hervor; nach seinem Sohn Alden ist der Asteroid des inneren Hauptgürtels (2941) Alden benannt. Seit 1974 ist er Namensgeber für die Tombaugh-Kliffs auf der Alexander-I.-Insel in der Antarktis.
Am 19. Januar 2006 startete die Raumsonde New Horizons zur Erforschung des Zwergplaneten Pluto. 
An Bord befindet sich auch ein Gefäß mit etwa 30 Gramm Asche von Tombaugh.